# Kristina Schröder
Kristina Schröder (nascida Köhler; Wiesbaden, 3 de agosto de 1977) é uma política alemã. Foi de 30 de novembro de 2009 a 17 de dezembro de 2013 Ministra da Família da Alemanha. Foi membro do parlamento alemão desde 2002.